# 申博恩
申博恩是德国莱茵兰-普法尔茨州的一个市镇。总面积3.90平方公里，总人口264人，其中男性127人，女性137人（2011年12月31日），人口密度68人/平方公里。